# Västerlandet, Ingå
För andra betydelser, se Västerlandet (olika betydelser).
Västerlandet är en ö i Finland. Den ligger i Finska viken och i kommunen Ingå i den ekonomiska regionen  Raseborg i landskapet Nyland, i den södra delen av landet. Ön ligger omkring 47 kilometer sydväst om Helsingfors.
Öns area är 3,5 hektar och dess största längd är 310 meter i nord-sydlig riktning.